# Бараник Василь Матвійович
Васи́ль Бара́ник (12 березня 1880, Кобиловолоки — червень 1941, Тернопіль) — український адвокат, громадсько-політичний діяч, сенатор Польщі.

## Життєпис
Народився 12 березня 1880 року в селі Кобиловолоки (нині Теребовлянського району). 1901 року закінчив Державну гімназію з українською мовою навчання в Перемишлі.
Закінчив правничий факультет Краківського університету.
З 1905 року працює адвокатом у Заліщиках. З 1918 року був делегатом до Української Національної Ради.
Під час Першої світової війни — в австрійській армії. У період ЗУНР — референт у державному секретаріаті військових справ, уповноважений уряду в Чортківському повіті, повітовий комісар ЗУНР у Борщеві, делегат Української Національної Ради ЗУНР від Заліщицького повіту.
У Заліщиках Василь Бараник був головою повітового відділу «Сільського господаря», директором філії Українбанку, членом Управи Товариства «Просвіта», продовжував працювати адвокатом. Був репресований.
19 вересня 1940 р. органи НКВС заарештували В. Бараника, ув'язнили у Чортківській тюрмі, згодом перевели до Тернополя. Розстріляний без суду перед відступом радянських військ.

## Вшанування пам'яті
1991 року в Заліщиках відкрито пам'ятну дошку з барельєфом Василя Бараника.